# Kifli
A kifli a félhold alakúra formázott pék-, cukrász- és teasütemények általános megnevezése. A péksütemények közül Magyarországon a tejes- vizes- és vajas kiflik, valamint újabban a töltetlen és töltött croissant-ok a legnépszerűbbek. A cukrásztermékek között a különböző búrkiflik és a diós/mákos pozsonyi-kiflik a legismertebbek. Ugyancsak régóta népszerűek a különböző kifli formájú apró- és teasütemények is, mint például a hókifli. A különböző kiflik készülhetnek kelt-, leveles-, sajtos-, vajas- és omlós tésztából is. 

## Etimológiája
A kifli szó Ausztrián át került a magyar nyelvbe, és egyes vélemények szerint a délbajor Kipfel (Kipferl) szóból vagy annak tájnyelvi változatából, a Kiflből származhat. Mindkettő a Kipf (lőcs) kicsinyítő képzős alakja. A német kifejezés egyébként a latin cippus (cölöp, karó) szóból ered. Ugyanakkor a Kipf egy hosszúkás, délnémet kenyérféle, ami nem hasonlít a kiflire.  Más nyelvészek rámutatnak, hogy Németország délnyugati részén és Svájcban inkább a formájára utaló Gipfel, Gipfeli (csúcs) kifejezés terjedt el, ahogy más német nyelvű területeken Horn vagy Hörnchen, a bajoroknál Hörndl, a sváboknál és frankoknál Hörnle (szarv, vagy szarvacska) a neve. Ezek alapján tehát valószínűbb, hogy a formájára utaló Gipfle-ből lett Bécsben Kipfle, Kipfel, majd Kipferl és Pesten a magyaroknak nyelvtörő p elhagyásával kifli.

## Története
A "kipferl" Ausztriából származik és feltehetően már a 13. században készítették, 1227-ben már említi egy vers, mint VI. Lipót osztrák herceg részére bécsi pékek által karácsonykor felszolgált péksüteményt. Maga a félhold forma még ennél is sokkal régebbi. A svájci Max Währen egy, az i.e. 8. századból származó asszír reliefen talált egy félhold alakú kenyér-ábrázolást, ami az akkori holdkultuszban az újhold utáni növekvő holdat szimbolizálta.  Az 5. századi Rossano-i Bíborkódex egyik miniatúráján is látható egy kehely jobb- és baloldalán egy-egy kifli, ami a korai kereszténység idején Krisztus feltámadását szimbolizálta. Valószínűleg ugyan ezért található meg az egyik, 11. századira datált hildesheimi ereklyetartón is kifli. A szent-galleni kolostor apátja IV. Ekkehard 1000 körül összeállított péktermék-katalógusában is szerepel egy félhold alakú péksütemény a megáldandó termékek listájában. A Freckenhorst-i apácák a 11. században böjt idején hetente háromszor kaptak kifli formájú kenyérfélét. Szent-Gallenre visszatérve, az itteni szerzetesek egy 13. századi feljegyzés szerint, délutánonként ostyát és kiflit fogyasztottak, tehát ezidőtájt a péksütemény már meglehetősen elterjedt volt. Az is biztos, hogy Bécsben a 15. században már annyira népszerű volt, hogy a pékek céhén belül önálló foglalkozásként jelent meg a "Kipfelbäcker", vagyis a kiflipék.

## Legenda
A legenda szerint mikor 1529-ben, vagy 1683-ban a törökök megkísérelték Bécs elfoglalását, az ostrom után sütött először egy pék félhold alakú péksüteményt, ami aztán később a kifli nevet kapta.